# Ousmane Tanor Dieng
Pour les articles homonymes, voir Dieng.
Ne doit pas être confondu avec Ousmane Dieng.
Ousmane Tanor Dieng est un homme politique sénégalais né le 2 janvier 1947 à Nguéniène et mort le 15 juillet 2019 dans le 5e arrondissement de Paris,. Il est notamment secrétaire général du Parti socialiste sénégalais de 1996 à 2019 date de son décès.

## Biographie
Ousmane Tanor Dieng a obtenu sa licence en droit à l'université de Dakar (option Relations internationales) et un DES en droit public. Il est également diplômé de l'École nationale d'administration (ENAM), option Diplomatie, et de l'École supérieure des travaux publics (ESTP).
C'est en 1976 qu'il commence son service au sein de l'administration sénégalaise où il occupe successivement les fonctions de conseiller chargé des affaires internationales au ministère des Affaires étrangères (1976-78), conseiller diplomatique auprès du président Léopold Sédar Senghor (1978-81), puis auprès du président Abdou Diouf (1981-88). En 1988, il est nommé directeur de cabinet, puis ministre-directeur de cabinet auprès du président Diouf, poste qu'il occupera jusqu'en 1993, année où il est nommé ministre d’État, ministre des services et des affaires présidentiels.
Au sein du Parti socialiste, Ousmane Tanor Dieng est membre du bureau politique dès 1988. En 1995, il est secrétaire général de la coordination départementale de Mbour, de l'union des coordinations de Mbour et de l'union régionale de Thiès. C'est en mars 1996 qu'il est nommé premier secrétaire du Parti socialiste et secrétaire national aux relations internationales.
Parallèlement à ses fonctions au Parti socialiste, Ousmane Tanor Dieng est, depuis septembre 1996, vice-président de l'Internationale socialiste.
Membre du bureau politique du Parti Socialiste dès 1988, c’est en 1995 qu’il est élu secrétaire général de la coordination départementale de Mbour et de l’Union régionale de Thiès.
Secrétaire général du Parti socialiste sénégalais à partir de 1996, formation qui, au travers des anciens présidents de la République Léopold Sédar Senghor et Abdou Diouf, a gouverné le pays de 1960 à 2000, il se présente à l'élection présidentielle du 25 février 2007, pour laquelle il était présenté, durant la campagne électorale, comme l'un des seuls candidats, avec l'ancien Premier ministre Idrissa Seck, à pouvoir réellement « menacer » la réélection du président sortant Abdoulaye Wade.
Ayant remporté, selon les résultats définitifs du premier tour de scrutin proclamés le 11 mars 2007 par le Conseil constitutionnel, 464 287 voix, soit 13,56 % des suffrages exprimés, il conteste en vain la validité du scrutin, qui a vu la réélection du président Wade dès le premier tour.
Ousmane Tanor Dieng est l'un des candidats en lice pour l'élection présidentielle sénégalaise de 2012. Il récolte 13,56 % des voix au premier tour, et appelle à voter pour Macky Sall contre Abdoulaye Wade.

## Formation académique et diplômes obtenus
- Diplômé de l’École Nationale d’Administration et de Magistrature (ENAM) (option diplomatie)
- Diplômé de l’École Nationale des Travaux Publics
- Diplôme d’Études Supérieures (D.E.S.) : droit public
- Licence en droit : option Relations internationales

## Fonctions administratives
- Député à l’Assemblée nationale,
- Président du Groupe parlementaire socialiste
- Ministre d’État, ministre des Services et des Affaires présidentiels
- Directeur de cabinet, puis ministre directeur de Cabinet du président Abdou Diouf
- Conseiller diplomatique du président Abdou Diouf
- Conseiller diplomatique du président Léopold Sédar Senghor
- Conseiller chargé des Affaires internationales au ministère des Affaires étrangères (Division Afrique, Division ONU, Secrétariat général)

## Fonctions politiques
- Membre de la Commission « Éthique » de l’Internationale Socialiste
- Vice-président de l’Internationale Socialiste & président du Comité Afrique
- Secrétaire général du Parti Socialiste du Sénégal
- Secrétaire national aux Relations internationales
- Secrétaire général de l’Union Régionale P.S. de Thiès
- Secrétaire général de l’Union des Coordinations P.S. de Mbour
- Secrétaire général de la Coordination départementale PS de Mbour
- Secrétaire général de la Section P.S. de Nguéniène
- Secrétaire général du Comité P.S. Las-Palmas à Nguéniène
- Membre du bureau politique du Parti Socialiste